# Poliaenus abietis
Poliaenus abietis är en skalbaggsart som beskrevs av Tyson 1968. Poliaenus abietis ingår i släktet Poliaenus och familjen långhorningar. Inga underarter finns listade i Catalogue of Life.